# 123 Брунхилда
123 Брунхилда (енгл. 123 Brunhild) је астероид главног астероидног појаса. Приближан пречник астероида је 47,97 km,
а средња удаљеност астероида од Сунца износи 2,697 астрономских јединица (АЈ).
Инклинација (нагиб) орбите у односу на раван еклиптике је 6,422 степени, а орбитални период износи 1618,184 дана (4,430 године). Ексцентрицитет орбите астероида износи 0,119.
Апсолутна магнитуда астероида износи 8,89 а геометријски албедо 0,213.
Астероид је откривен 31. јула 1872. године.